# Oktiabrskij (rejon promyszlennowski)
Oktiabrskij (ros. Октябрьский) – osiedle w Rosji, w obwodzie kemerowskim, w rejonie promyszlennowskim. W 2010 liczyło 254 mieszkańców.